# Tasmanocoenis tillyardi
Tasmanocoenis tillyardi is een haft uit de familie Caenidae. De wetenschappelijke naam van de soort is voor het eerst geldig gepubliceerd in 1938 door Lestage.
De soort komt voor in het Australaziatisch gebied.